# Crisicoccus delottoi
Crisicoccus delottoi är en insektsart som beskrevs av Ezzat 1959. Crisicoccus delottoi ingår i släktet Crisicoccus och familjen ullsköldlöss.
Artens utbredningsområde är Egypten. Inga underarter finns listade i Catalogue of Life.